# Varennes-sur-Allier
Varennes-sur-Allier är en kommun i departementet Allier i regionen Auvergne-Rhône-Alpes i de centrala delarna av Frankrike. Kommunen ligger  i kantonen Varennes-sur-Allier som ligger i arrondissementet Vichy. År 2022 hade Varennes-sur-Allier 3 588 invånare.

## Befolkningsutveckling
Antalet invånare i kommunen Varennes-sur-Allier
Referens: INSEE